# Сер Гілдебранд Обрі Гармсворт, 1-й Баронет

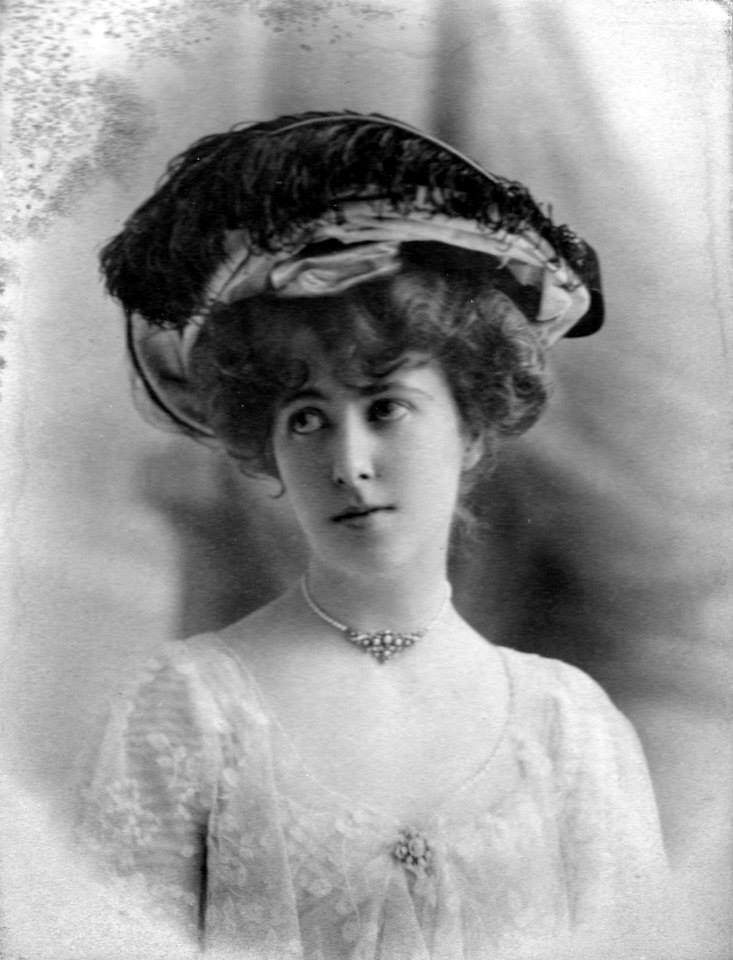
Кетлін Гармсворт, c. 1902 рік

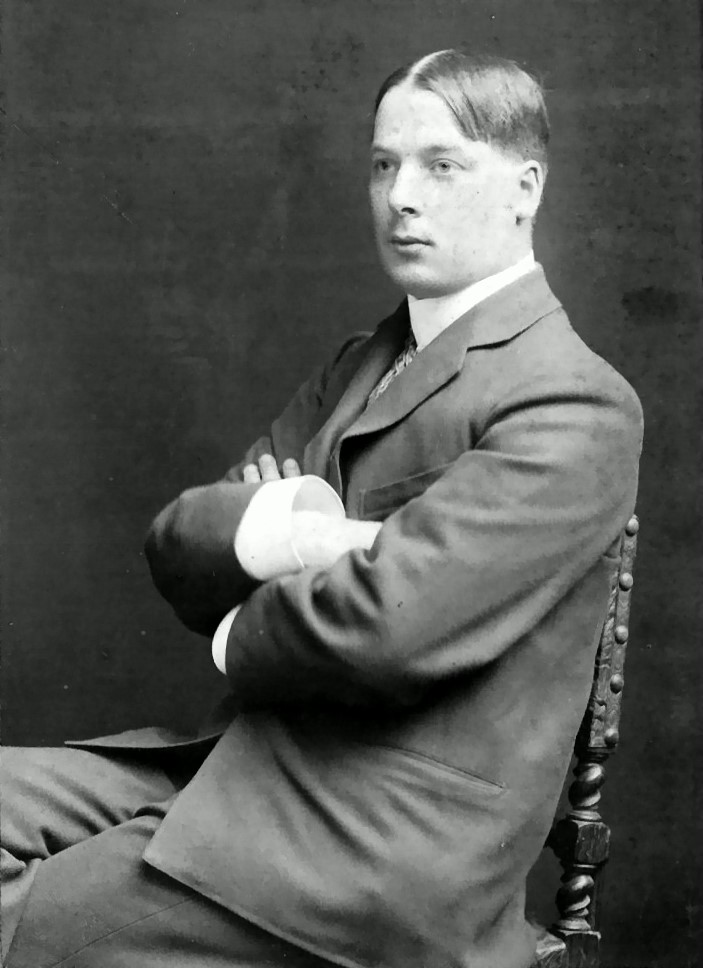
Гільдебранд Гармсворт

Сер Гільдебранд Обрі Гармсворт, 1-й Баронет (англ. Sir Robert Leicester Harmsworth, 1st Baronet, 15 березня 1872 — 18 квітня 1929) — британський власник газети, двічі невдалий кандидат у парламент і член видавничої родини Гармсворт.

## Молодість і сім'я
Гільдебранд Гармсворт народився 15 березня 1872 року як п'ятий син Альфреда Гармсворта, адвоката, та Джеральдін Мері, доньки Вільяма Маффетта. Він був братом Альфреда Гармсворта, 1-го віконта Норткліффа, Гарольда Гармсворта, 1-го віконта Ротерміра, Сесіла Гармсворта, 1-го барона Гармсворта та Лестера Гармсворта, 1-го баронета. Він отримав приватну освіту і в 1892 році вступив до коледжу Мертон в Оксфорді, але не залишився, щоб отримати ступінь.

## Шлюб
Гармсворт одружився з Кетлін Мері Бертон 4 липня 1900 року, дочкою Е. Денні Бертона, MB, CM. На момент перепису 1911 року вони жили на Першій авеню, Гоув, Східний Суссекс. У них було чотири сини, Гільдебранд Альфред Бересфорд Гармсворт, 2-й баронет (1901–1977) Рональд Обрі Лестер Гармсворт (1902 — 26 січня 1946), камергер Майкл Гільдебранд Гармсворт (нар. 1903) і Персеваль Ентоні Томас Гармсворт (нар. 1907). Його онуком був Гільдебранд Гарольд Гармсворт, 3-й Баронет.

## Політика
На британських загальних виборах 1900 року Гармсворт балотувався в парламент від Грейвсенда, штат Кент, як ліберальний імперіаліст, але не був обраний. На загальних виборах 1906 року він балотувався у Веллінгтоні, графство Шропшир, як реформатор тарифів і ліберал-юніоніст, але знову не досяг успіху, набравши 39% голосів.
У 1905 році хлопець загинув у автомобільній аварії в Маркіаті, Хартфордшир, що призвело до вимог у Daily Mail запровадити іспити з водіння та сертифікатів кваліфікації, а також пропозицію винагороди у 100 фунтів стерлінгів за спіймання «автомобільних злочинців». Незабаром з'ясувалося, що автомобіль, який потрапив у аварію, який не зупинився, належав Гільдебранду Гармсворту, брату сера Альфреда Гармсворта, власника Daily Mail, і керував ним водій Гільдебранда. Пасажири були політичними прибічниками Гільдебранда Гармсворта. Зрештою водія засудили до шести місяців каторжних робіт, а його пасажирів засудили за те, що вони не наполягли на зупинці автомобіля після аварії. Хільдебранд Хармсворт передав 300 фунтів стерлінгів у благодійний фонд допомоги матері хлопчика.

## Кар'єра
Гармсворт був видавцем The Globe з 1908 по 1911 рік , який він купив у родини Армстронгів, яку представляв сер Джордж Армстронг як головний редактор. Волдон Пікок став новим редактором під керівництвом Гармсворта, який продовжив спроби модернізувати газету, аспекти якої не змінювалися протягом 50 років.
Разом зі своїм братом Сесілом Гармсвортом він був редактором короткочасного щомісячного періодичного видання New Liberal Review від його заснування в 1901 році до його закриття в 1904 році.
Описаний Девідом Маккай як «відомо марний», Хармсворт став баронетом у 1922 році на честь дня народження, одну з довгого та суперечливого списку нагород, запропонованих Девідом Ллойд Джорджем, який зрештою призвів до відзнаки (запобігання зловживанням) Акт 1925. Дізнавшись про цю новину, його родина надіслала йому телеграму з саркастичним повідомленням: «Нарешті вдячна нація віддала тобі належну винагороду».

## Смерть і спадок
Гармсворт помер 18 квітня 1929 року від цирозу печінки. Він похований на цвинтарі церкви Святої Єлени, Хоув, разом зі своїм другим сином Рональдом. Він залишив спадщину Мертон-коледжу для фінансування стипендій для навчання в аспірантурі.